# Esperanza (Santa Fe)
Die Stadt Esperanza liegt im Departamento Las Colonias in der Provinz Santa Fe in Argentinien, ungefähr 40 km westlich der Provinz-Hauptstadt Santa Fe. Sie hat etwa 40.000 Einwohner (Stand 2010).

## Geschichte
Die ersten Siedler, die nach Esperanza kamen, waren Deutsche, Schweizer, Franzosen, Belgier und Luxemburger. Diese etwa 200 Familien kamen zwischen Ende Januar und Anfang Juni des Jahres 1856 an. Jede der Kolonistenfamilie erhielt etwa 33 Hektar Land. Die deutschsprachigen Familien siedelten westlich und die französischsprachigen im Osten des ausgewiesenen Gebietes.
Am 12. Mai 1861 wurde eine erste Wahl abgehalten und je fünf Vertreter beider Kantone (deutsch und französisch) in das Stadtparlament gewählt.

## Persönlichkeiten

### Söhne und Töchter der Stadt
- Ernst Albert Koch (1899–1973), deutscher Bibliothekar
- Moisés Julio Blanchoud (1923–2016), katholischer Geistlicher, Erzbischof von Salta
- Eduardo Gudiño Kieffer (1935–2002), Schriftsteller
- Sebastian Spreng (* 1956), Bildender Künstler und Musik-Journalist

## Bildgalerie

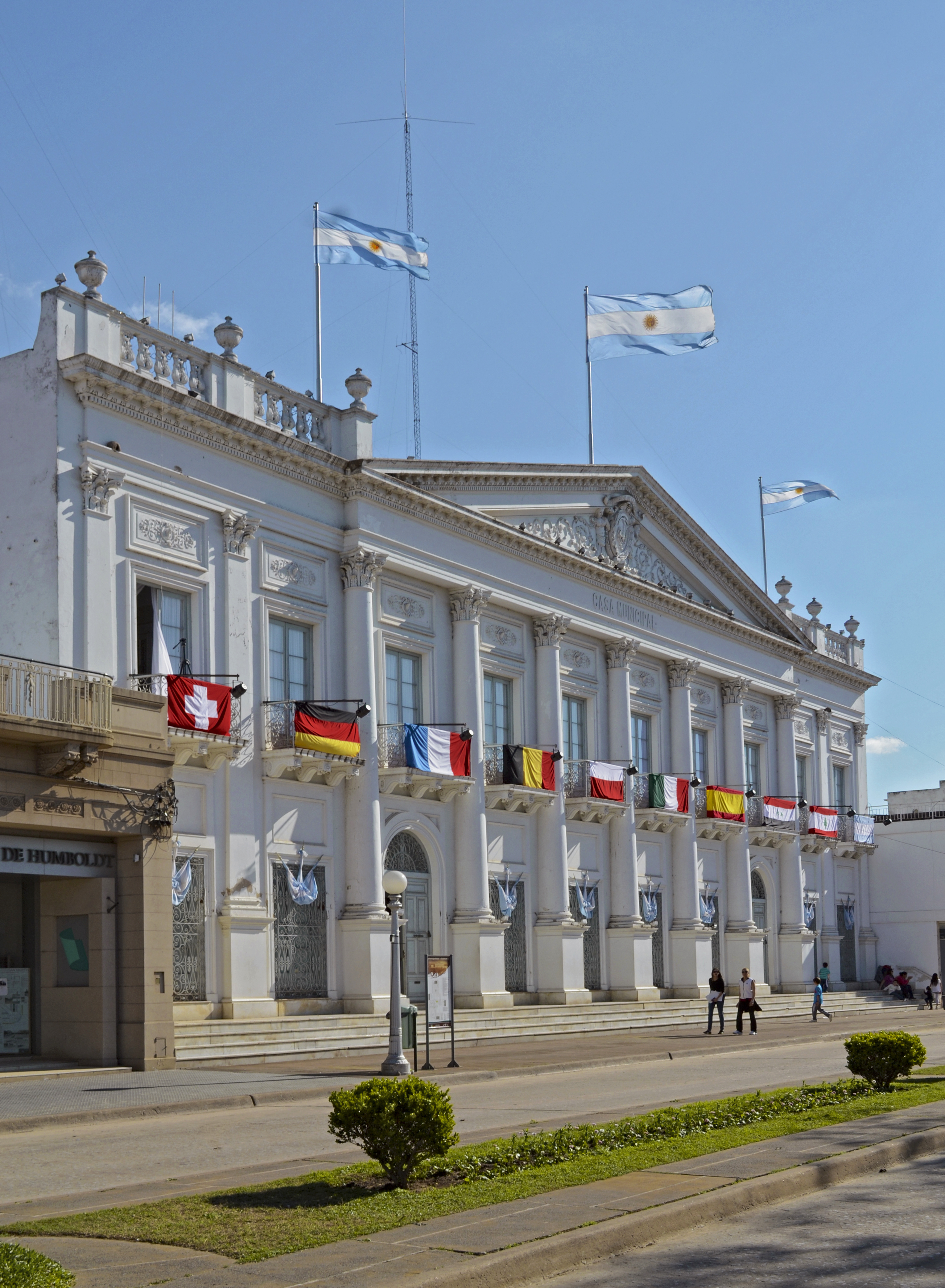
Gemeindegebäude
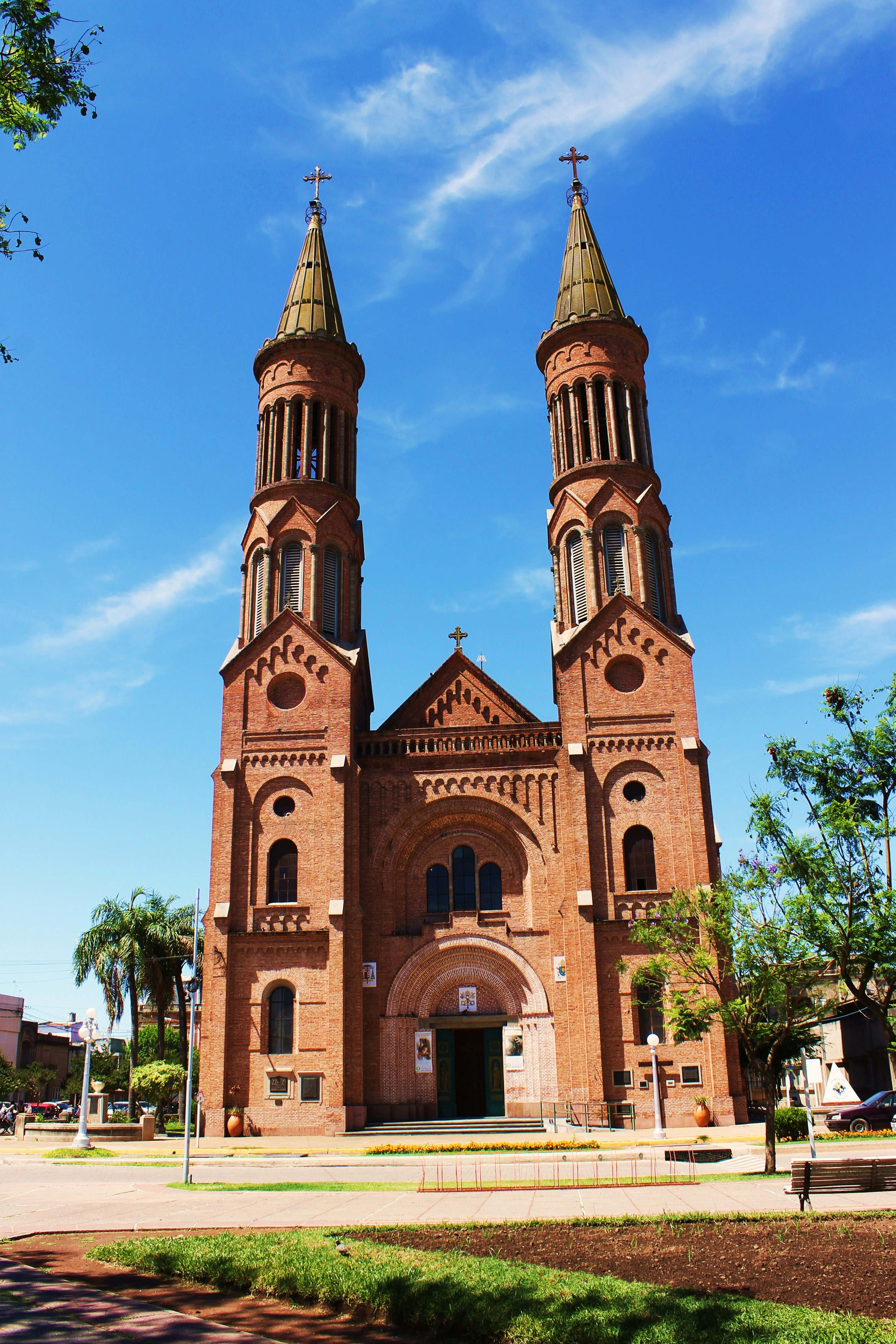
Basilika der Geburt der Heiligen Jungfrau
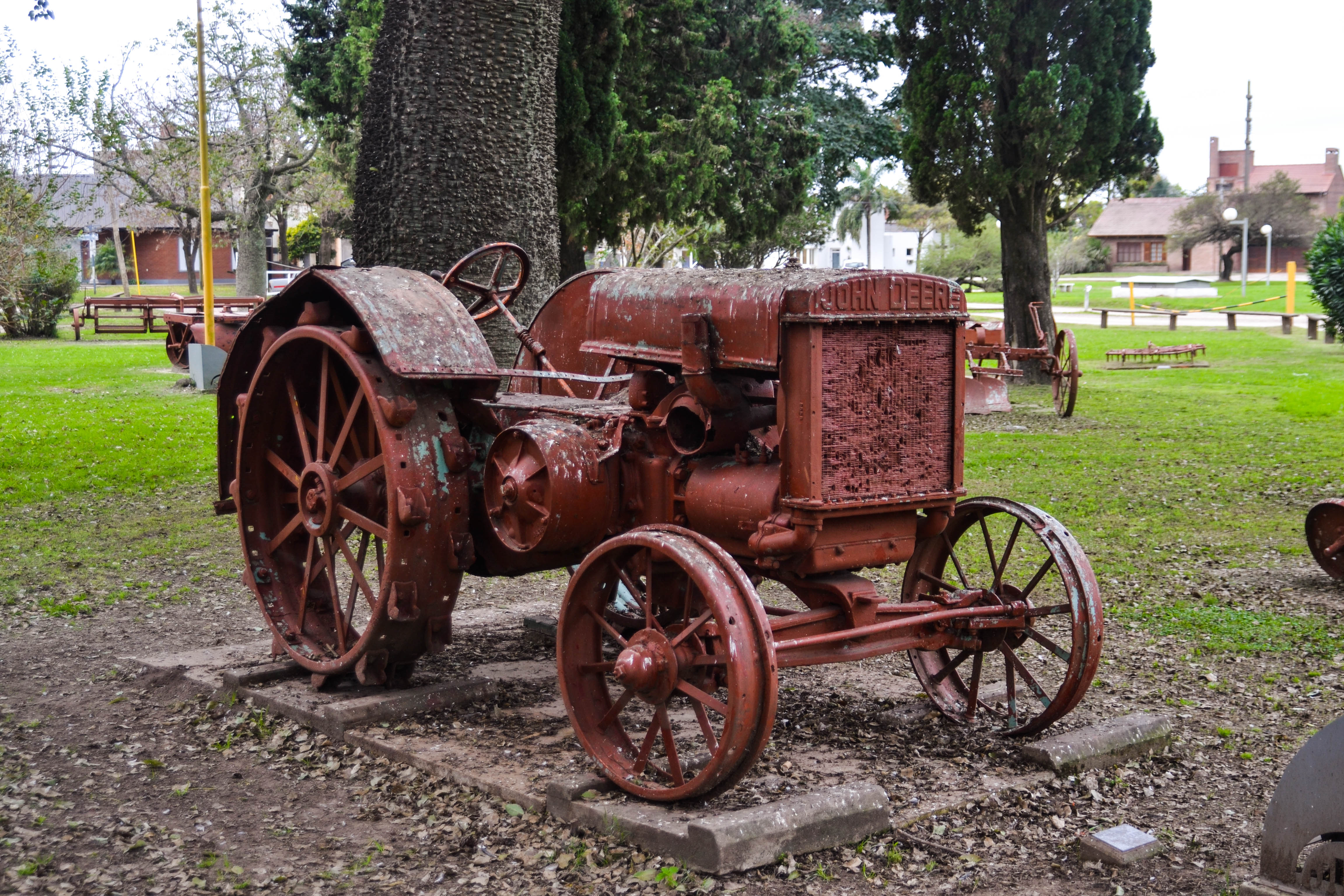
Landmaschinenmuseum
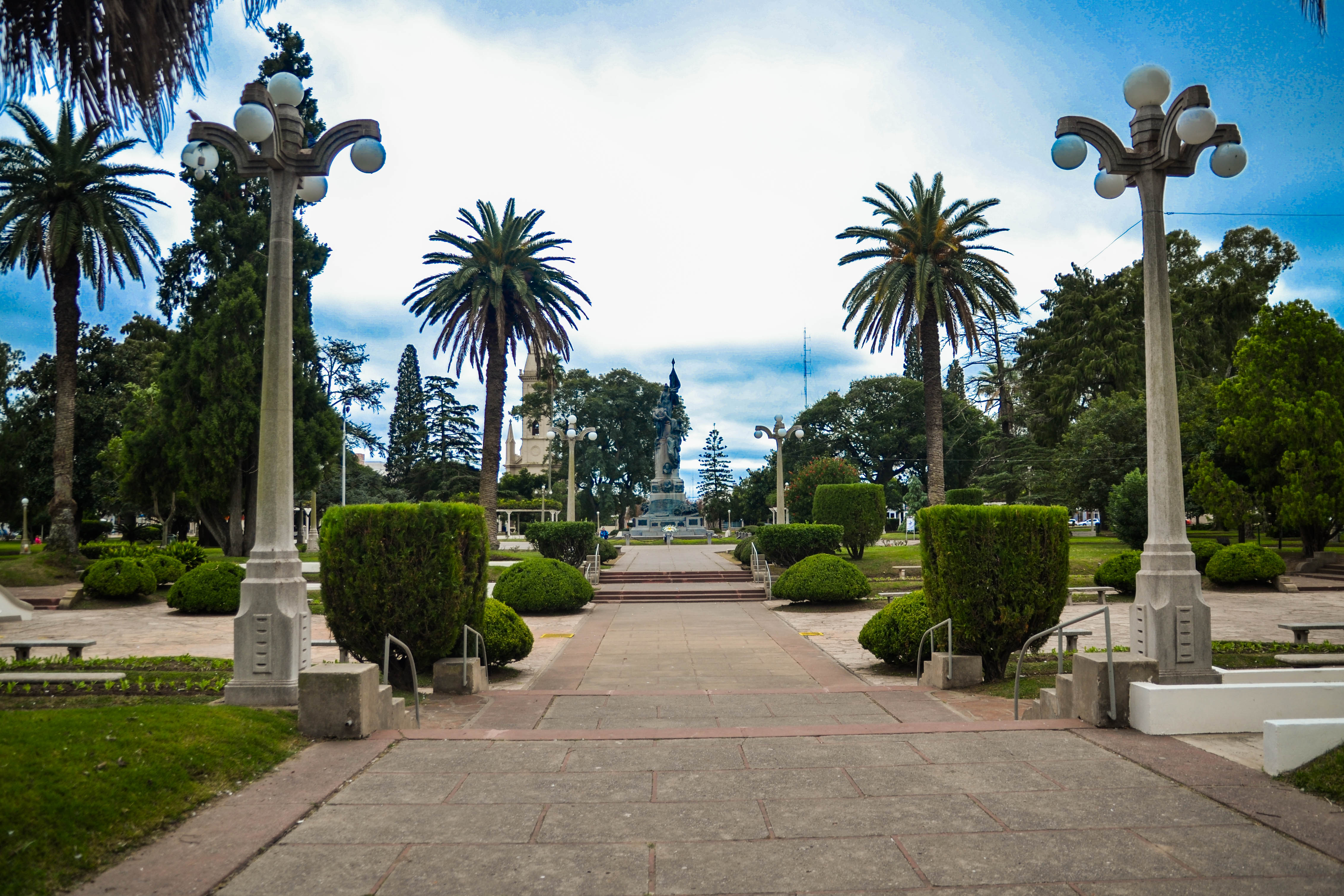
San-Martin-Platz
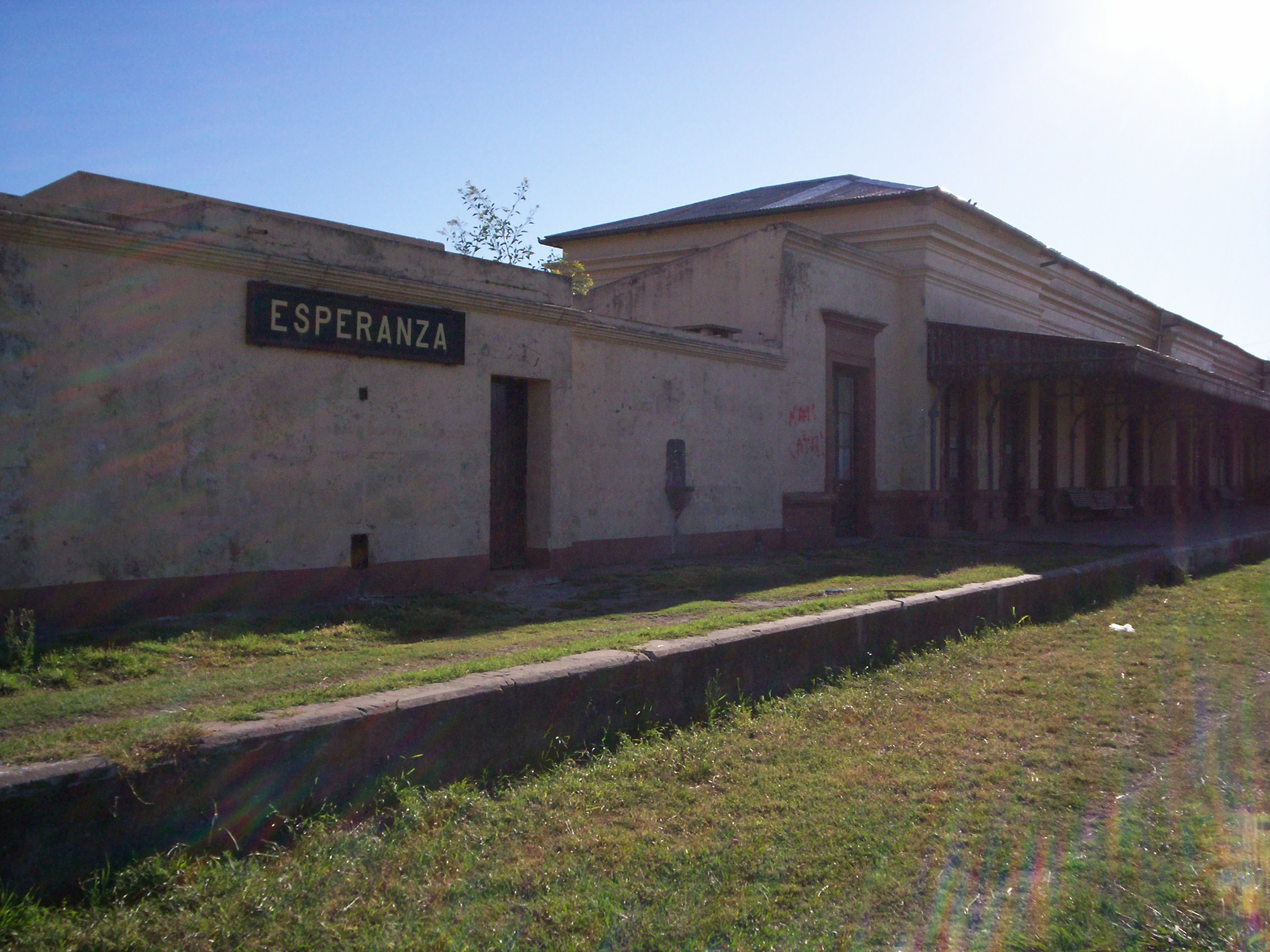
Bahnhof